# Carl Gröpler
Franz Friedrich Carl Gröpler (* 22. Februar 1868 in Magdeburg; † 30. Januar 1946 ebenda) war preußischer Scharfrichter von 1906 bis 1937 und nahm Hinrichtungen in Preußen, Mecklenburg, Sachsen, Oldenburg und Braunschweig sowie weiteren Hansestädten vor. Gröpler war einer der bekanntesten Scharfrichter Deutschlands.

## Leben
Carl Gröpler kam als Kind des Eisenbahnarbeiters und Dienstmanns Heinrich Gröpler und seiner Ehefrau Auguste, geborene Anton, in Magdeburg zur Welt. Er wurde zunächst Musiker, war dann fünf Jahre Postarbeiter. Gröpler erlernte das Pferdemetzgerhandwerk und betrieb in Magdeburg die Dampfwäscherei Aegir. Er wurde als breitschultrige, kräftige Gestalt mit rötlichem Schnurrbart und militärisch kurzem Haarschnitt beschrieben.
Die Wäscherei brachte nicht genügend Geld ein, und so suchte Gröpler nach Zusatzeinkommen. Er war zunächst Hauptgehilfe des preußischen Scharfrichters Lorenz Schwietz. Als der preußische Scharfrichter Alwin Engelhardt wegen Ungereimtheiten bei seinen Abrechnungen 1906 fristlos entlassen worden war, übernahm Gröpler dessen Aufgaben. Er war einer der letzten Scharfrichter in Deutschland, der Enthauptungen noch mit dem Handbeil (wegen seiner besonderen Bauweise auch Richtbeil genannt) durchführte. Je nach örtlicher Gegebenheit bediente er auch Fallschwertmaschinen (Guillotinen).
Von dem Philosophen Theodor Lessing erhielt Gröpler, nachdem dieser 1925 den Serienmörder Fritz Haarmann hingerichtet hatte, den Beinamen der rote Richter.

Jan Valtin: „Tagebuch der Hölle“ – Eintrag über die Hinrichtung von vier Kommunisten mit dem Beil durch Gröpler am 19. Mai 1934

Im April 1924 unterzeichnete Gröpler einen Vertrag, der ihn de facto zum alleinigen Scharfrichter in Norddeutschland machte. Neben einem regelmäßigen Pauschalhonorar in Höhe von 136 Goldmark im Monat erhielt er für jede Hinrichtung eine Pauschale von 60 Goldmark für sich selbst und 50 Goldmark für jeden seiner Gehilfen. Am 15. Februar 1926 richtete Gröpler den Landarbeiter Josef Jakubowski in der Landesanstalt Neustrelitz-Strelitz mit dem Handbeil hin. Zum Ende der Weimarer Republik nahm die politische Diskussion über die Abschaffung der Todesstrafe zu, die Zahl der Hinrichtungen dazu ab, und Gröpler litt unter Arbeitsmangel. Das änderte sich erst mit der zunehmenden Zahl von Hinrichtungen seit der Machtübernahme der Nationalsozialisten im Januar 1933. Gröpler erneuerte am 19. Februar seinen Jahresvertrag mit einem Gehalt von 1.500 Reichsmark pro Jahr und einer Pauschale von 50 Reichsmark pro Hinrichtung. Dass er während der Hinrichtungen bei jeder einzelnen Zwischenmeldung den Hitlergruß entbot, brachte ihm Ermahnungen ein, solche Praktiken zu unterlassen.
Am 12. April 1933 enthauptete Gröpler in Zwickau den Mörder Albert Kluge mit dem Handbeil. Zwei der letzten Exekutionen mit dem Handbeil waren die Hinrichtungen der Baronin Benita von Falkenhayn und ihrer Freundin Renate von Natzmer. Die beiden waren wegen Spionage vom Volksgerichtshof verurteilt worden und wurden von Gröpler am 18. Februar 1935 in Berlin-Plötzensee enthauptet. Die Hinrichtung sorgte in der ausländischen Presse für großes Entsetzen und führte letztendlich zu Hitlers Verfügung, Fallbeile zum Standard im ganzen Reich zu machen.
Als traditionell eingestellter Scharfrichter trug Gröpler bei Hinrichtungen ein weißes Hemd, eine Weste und einen Frack. Der Arbeitsvertrag von 1928 hatte ihn zum Tragen einer an Hals und Armen geschlossenen Litewka verpflichtet, was Gröpler missfiel, weil es nach seiner Auffassung die Bewegungsfreiheit seiner Arme einschränkte. Mit dem neuen Vertrag 1933 kehrte er zum Frack zurück, was wiederum auf Kritik im Reichsjustizministerium stieß, wo ein modernes Auftreten gewünscht war. Am 17. Juni 1935 rechtfertigte sich Gröpler im Ministerium damit, dass eine blutbefleckte Litewka der „zu wahrenden Würde“ nicht entspreche, der Frack jedoch die Blutflecken an den Hemdärmeln verdecke. Auch bei diesem Treffen plädierte er gegen die Guillotine, denn das Beil sei „rascher und heimlicher“. Im Oktober 1936 kam es erstmals zur Kritik an der Perfektion seines Handwerks, weil sein Beil einmal „nicht die Mitte des Halses, sondern oberhalb des Haaransatzes getroffen“ habe. Auch Alkohol schien dabei eine Rolle zu spielen.
Nach seiner etwa 30-jährigen Dienstzeit mit mindestens 144 Hinrichtungen wurde Gröpler 1937 in den Ruhestand versetzt. Von der Rente in Höhe von 1500 Reichsmark pro Jahr konnte er nicht leben und nahm einen gut bezahlten Auftrag des Rundfunks in New York an, dort seine Lebensgeschichte zu erzählen. Das Justizministerium verpflichtete ihn, dies nicht zu tun, und erhöhte vermutlich in Gegenleistung die Rente.
An seine Stelle trat sein Gehilfe, der Abdeckereibesitzer Ernst Reindel aus Gommern.
1945 wurde Gröpler vom sowjetischen Militär an seinem Wohnort Magdeburg festgenommen. Die Festnahme beruhte vermutlich auf der Hinrichtung von vier Kommunisten, die er 1934 in der Untersuchungshaftanstalt Hamburg vorgenommen hatte (vgl. zu dem Prozess, den Hinrichtungen sowie zu ihrer literarischen und filmischen Verarbeitung: Heinrich Jauch). Gröpler starb am 30. Januar 1946 in der Untersuchungshaft.

## Trivia
Einmal soll Gröpler vor einer Hinrichtung zu einem Justizwachtmeister gesagt haben:
„Na ja, … Sie haben eine häßliche Nacht da in der Zelle hinter sich. Oder glauben Sie nicht an Gott? Ich – ja! Sonst könnte ich das hier nicht tun. Du sollst nicht töten – wer Blut vergießt, des Blut soll wieder vergossen werden – unsere Gesetze sind seine [Gottes] Gesetze – in diesem Wissen erfülle ich mein Amt.“
Der Justizwachtmeister hatte einen zum Tode Verurteilten in dessen letzter Nacht bewacht und mit ihm kurz vor der Hinrichtung über Sinn und Zweck der Hinzuziehung eines Geistlichen diskutiert.